# Sphecomyia vespiformis
Sphecomyia vespiformis is een vliegensoort uit de familie van de zweefvliegen (Syrphidae). De wetenschappelijke naam van de soort is voor het eerst geldig gepubliceerd in 1852 door Gorski.